# Feldhummel
Die Feldhummel (Bombus ruderatus) ist eine seltene Hummelart, die in Europa von der Iberischen Halbinsel bis zum südlichen Fennoskandinavien und in ganz Deutschland beheimatet ist. Die Feldhummel lebt in Völkern von 50 bis 100 Insekten.

## Merkmale
Die Weibchen der Feldhummeln werden 21 bis 24 Millimeter groß, während die Männchen 15 bis 17 Millimeter erreichen und die Arbeiter gar nur 11 bis 18 Millimeter messen. Die Spannweiten der Flügel reichen von 40 bis 43 Millimeter bei den Weibchen, 30 bis 33 Millimeter bei den Männchen und 21 bis 35 Millimeter bei den Arbeitern. Kopf wie Rüssel, der bei den Weibchen 12 bis 13 Millimeter, bei den Männchen 8 bis 10 Millimeter und bei den Arbeitern 8 bis 10 Millimeter erreicht, sind verglichen mit anderen Hummelarten sehr lang. In der Farbgebung ähnelt die Feldhummel der Garten- (Bombus hortorum) und der Tonerdhummel (Bombus argilaceus). Auf dem Thorax befindet sich auf der dem Kopf zugewandten Seite ein gelblichbrauner, breiter Streifen. Jener fehlt allerdings bei einigen Individuen oder ist schwächer ausgeprägt. Des Weiteren befindet sich am hinteren Ende des Thorax sowie auf dem 1. Tergiten des Abdomens jeweils eine weitere Binde. Die Tergite 5 und 6 weisen einen weißen Pelz auf.

## Lebensweise
Der Lebensraum dieser Hummelart sind offene Landschaften, vor allem Wiesen, Weiden, Böschungen und Gräben. Die Haupttrachtpflanzen der polylektischen Tiere sind Acker-Ziest, Ackerbohnen, Rotklee, Herzgespann, Schwarznesseln, Weißklee, Wicken, Veneta-Futtererbsen, Beinwell und Weidenröschen. Die Flugzeit der univoltinen Art beginnt Ende April mit den überwinterten Weibchen. Die ersten Männchen treten Mitte Juli auf und gegen Ende Juli folgen erste Jung-Weibchen.
Nach der Roten Liste der Bienen Deutschlands ist sie in die Kategorie G (Gefährdung anzunehmen, Status unbekannt) eingeordnet.
Im Jahr 1982 wurde sie in Chile absichtlich eingeführt, um Bestäubungsarbeit zu leisten. Inzwischen breitet sie sich invasiv auf der südamerikanischen Landmasse aus.

## Fortpflanzung
Die Fortpflanzung findet bei der Feldhummel meist in Nestern von Mäusen und somit unterirdisch statt. Dabei werden die Nester teilweise von der Bärtigen Kuckuckshummel (Bombus barbutellus) parasitiert.